# Chiropotes utahicki
Chiropotes utahicki é uma espécie de cuxiú, um Macaco do Novo Mundo, da família Pitheciidae. É endêmico do Brasil, sendo restrito à Amazônia, entre os Xingu e Tocantins. Já foi considerado subespécie do cuxiú-preto (Chiropotes satanas), mas sua a cor de seu dorso difere desse último por ser de um marrom pálido. O nome específico frequentemente é mudado para utahickae, mas isso não é recomendado.

## Etimologia
Seu nome científico foi dado em homenagem a Uta Hick, uma primatologista alemã que cuidava de cuxiús-barbudos no Zoológico de Colônia. Na década de 1980, ela foi a primeira pessoa que conseguiu manter cativos os cuxiús barbudos. Seu nome de casada é Uta Rümpler.

O nome específico utahicki é frequentemente corrigido para utahickae, já que é ae o sufixo apropriado para o genitivo do nome de uma mulher homenageada (que significa "de Uta Hick") de acordo com as regras do Código Internacional de Nomenclatura Zoológica. Embora -i tecnicamente indique um homenageado masculino, algumas fontes desencorajam a modificação do utahicki anterior, porque não há uma maneira oficial de fazer tais correções sob o atual ICZN (1999) .